# Rebolosa
Rebolosa is een plaats (freguesia) in de Portugese gemeente Sabugal en telt 205 inwoners (2001).